# Malmedy
Malmedy (in tedesco: Malmünd, in vallone: Måmdey) è un comune belga di 12.741  abitanti, situato nella provincia vallona di Liegi. Fa parte dei comuni a facilitazione linguistica.
Fino al 1988 il nome del comune era Malmédy; la variazione in "Malmedy", senza accento, avvenne con decreto reale.

## Storia
Alla fine della prima guerra mondiale, nell'ambito del trattato di Versailles, Malmedy e la vicina Eupen furono soggette ad un plebiscito per determinare se la regione dovesse essere separata dalla Germania e annessa al Belgio. Il ballottaggio con plebiscito richiedeva i nomi ed indirizzi dei votanti. Impaurita dalle deportazioni, la popolazione di Malmedy ed Eupen votò per unirsi al Belgio.
 Nel 1944 durante la seconda guerra mondiale, fu la base del massacro di Malmédy, dove circa 80 prigionieri di guerra furono uccisi dalle truppe SS tedesche.

## Sezioni e villaggi del comune (prima del 1977)
Tre sezioni (ex comuni prima della fusione dei comuni del 1977 in Belgio) formano l'attuale comune
- Bellevaux-Ligneuville occupa la parte sud del comune attuale
- Bévercé, nella parte nord
- Malmedy, nella parte centrale

Queste tre sezioni contano una trentina di piccoli villaggi e frazioni :
- Sezione di Malmedy : Cligneval, Falize, Otaimont e Xhurdebise
- Sezione di Bellevaux-Ligneuville : Bellevaux, Chevofosse, Cligneval, Lamonriville, Lasnenville, Ligneuville, Planche, Pont, Reculémont, Ronxhy e Warche
- Sezione di Bévercé : Géromont, Arimont, Baugnez, Bernister, Boussire, Burnenville, Chôdes, Floriheid, G'doumont, Gohimont, Hédomont, Longfaye, Meiz, Mont, Préaix, Winbomont e Xhoffraix.